# Dahd Sfeir
Dahd Sfeir (Montevideo, 20 de julio de 1932 - Montevideo, 17 de agosto de 2015)
fue una actriz y cantante uruguaya, conocida también como «Ducho».

## Biografía
Nacida en una familia de origen libanés, en su infancia fue vecina del poeta español exiliado Rafael Alberti. Se inició en el Club de Teatro creado por Taco Larreta. Estudió teatro en la Escuela Municipal de Arte Dramático (hoy Escuela Multidisciplinaria de Arte Dramático), teniendo por profesora a Margarita Xirgú. Fue prohibida por la dictadura militar uruguaya, exiliándose junto a su marido Carlos María Gutiérrez en Venezuela (entre 1973 y 1985), en Cuba y Suecia.
En 1996 recibió el Premio Helen Hayes en la ciudad de Washington, por la producción musical Mano a mano.
Actuó también en Italia y España en un espectáculo sobre Mario Benedetti.
Ha actuado en Uruguay y en varios países, incluyendo España.
Regresó al país con una recordada serie de espectáculos unipersonales: Mano a mano con Alberto Candeau.
Luego protagonizó Masterclass con el personaje de Maria Callas. En 2008 fue declarada Ciudadana Ilustre de Montevideo.
Falleció el 17 de agosto de 2015, a los 83 años.
Fue galardonada con el Premio Candelabro de Oro otorgado por la B'nai B'rith Uruguay.

## Discografía
- Dice los poemas de Idea Vilariño (Playhouse Uruguay 10.584).
- Sfeir en Cuba (Playhouse Uruguay 17.155. 1968).
- Mano a mano (con Rubén Yáñez. Musicanga. 1996).